# Élections européennes de 1984 au Luxembourg
Au Luxembourg, les élections européennes de 1984 se sont déroulées le 17 juin 1984 pour désigner les six députés européens luxembourgeois au Parlement européen, pour la législature 1984-1989.

## Mode scrutin
Les six eurodéputés luxembourgeois sont élus au suffrage universel direct dans une circonscription unique à l’échelle du pays. L'élection se tient au scrutin proportionnel plurinominal pour départager les listes de six candidats présentées par les partis. Les électeurs peuvent soit voter pour les six candidats d'une liste, soit panacher les bulletins de vote pour sélectionner six candidats de différentes listes. 
Chaque partie se voit ensuite attribuer un nombre de sièges proportionnel au nombre total de suffrages exprimés pour ses candidats, les sièges étant alors attribués aux candidats de ce parti ayant obtenu le plus de voix.

## Résultats

### Répartition
| Parti | Parti                            | Groupe au PE | Voix    | %     | +/-   | Sièges | +/-           |
| ----- | -------------------------------- | ------------ | ------- | ----- | ----- | ------ | ------------- |
|       | Parti populaire chrétien-social  | PPE          | 345 586 | 34,90 | -1,22 | 3      | en stagnation |
|       | Parti ouvrier socialiste         | SOC          | 296 382 | 29,93 | +8,29 | 2      | +1            |
|       | Parti démocratique               | LD           | 218 481 | 22,07 | -6,05 | 1      | -1            |
|       | Les Verts                        |              | 60 152  | 6,08  | n/a   | 0      | n/a           |
|       | Parti communiste luxembourgeois  |              | 40 395  | 4,08  | -0,92 | 0      | en stagnation |
|       | Parti socialiste indépendant     |              | 25355   | 2,56  | n/a   | 0      | n/a           |
|       | Parti socialiste révolutionnaire |              | 3 791   | 0,38  | -0,14 | 0      | en stagnation |